# Jermenovci
Jermenovci (izvirno srbsko Јерменовци; madžarsko Űrményháza) je naselje v Srbiji, ki upravno spada pod Občino Plandište; slednja pa je del Južnobanatskega upravnega okraja.

## Demografija
V naselju, živi 817 polnoletnih prebivalcev, pri čemer je njihova povprečna starost 41,5 let (39,1 pri moških in 43,7 pri ženskah). Naselje ima 382 gospodinjstev, pri čemer je povprečno število članov na gospodinjstvo 2,70.
To naselje je v glavnem madžarsko (glede na rezultate popisa iz leta 2002), a v času zadnjih treh popisov je opazno zmanjšanje števila prebivalcev.
|  |

| Demografija | Demografija     | Demografija     |
| Leto        | Št. prebivalcev | Št. prebivalcev |
| ----------- | --------------- | --------------- |
|             |                 |                 |
|             |                 |                 |
|             |                 |                 |
|             |                 |                 |
| 1948        | 1724            |                 |
| 1953        | 1714            |                 |
| 1961        | 1792            |                 |
| 1971        | 1672            |                 |
| 1981        | 1454            |                 |
| 1991        | 1158            | 1115            |
| 2002        | 1107            | 1033            |
|             |                 |                 |

| Etnična sestava po popisu iz leta 2002 | Etnična sestava po popisu iz leta 2002 | Etnična sestava po popisu iz leta 2002 | Etnična sestava po popisu iz leta 2002 | Etnična sestava po popisu iz leta 2002 |
| -------------------------------------- | -------------------------------------- | -------------------------------------- | -------------------------------------- | -------------------------------------- |
| Madžari                                | Madžari                                |                                        | 714                                    | 69,11%                                 |
| Srbi                                   | Srbi                                   |                                        | 113                                    | 10,93%                                 |
| Slovaki                                | Slovaki                                |                                        | 64                                     | 6,19%                                  |
| Jugoslovani                            | Jugoslovani                            |                                        | 20                                     | 1,93%                                  |
| Romuni                                 | Romuni                                 |                                        | 19                                     | 1,83%                                  |
| Romi                                   | Romi                                   |                                        | 17                                     | 1,64%                                  |
| Hrvati                                 | Hrvati                                 |                                        | 5                                      | 0,48%                                  |
| Nemci                                  | Nemci                                  |                                        | 3                                      | 0,29%                                  |
| Makedonci                              | Makedonci                              |                                        | 3                                      | 0,29%                                  |
| Črnogorci                              | Črnogorci                              |                                        | 1                                      | 0,09%                                  |
| Slovenci                               | Slovenci                               |                                        | 1                                      | 0,09%                                  |
| Rusini                                 | Rusini                                 |                                        | 1                                      | 0,09%                                  |
| Neznano                                | Neznano                                |                                        | 47                                     | 4,54%                                  |